# Cantavieja
Cantavieja is een gemeente in de Spaanse provincie Teruel in de regio Aragón met een oppervlakte van 124,56 km². De gemeente telt 712 inwoners (1 januari 2016). Cantavieja is de hoofdplaats van de comarca Maestrazgo.
Dat is het al sinds de Middeleeuwen, toen de Tempelridders van hieruit over de commanderij van Cantavieja heersten. In de 19e eeuw vestigde de Carlistengeneraal Ramon Cabrera zijn hoofdkwartier ook hier, mede om de strategische ligging van Cantavieja. De oude kern bevindt zich op een rotspunt die hoog boven het landschap uitsteekt. Daardoor hoefde er maar aan een van de vier zijden een muur gebouwd te worden om Cantavieja te kunnen verdedigen. De oorspronkelijke stadsmuur is nog te zien langs de weg naar Mirambel, die op de Plaza de España (of Plaza Arrabal) begint. De muur is grotendeels vervangen door huizen, maar af en toe is er nog een halfrond torentje in de gevelrij te zien. Om de stad in te gaan van de Plaza de España moest je door de San Miguel-poort, die nu verdwenen is.
De mooiste gebouwen van Cantavieja dateren, net als in de hele Maestrazgo, uit de bloeitijd van de 16e – 18e eeuw, toen hier schapenteelt en textielindustrie voor een goed inkomen zorgden.
De Calle de Mártires (Martelaarsstraat) maakt deel uit van een buurt met oude huizen die mooi gemetselde bogen hebben, en houten balkons in elegante gevels. Voor het verfwerk is vaak indigo gebruikt. Als we in de buurt komen van het gemeentehuis en de kerk vinden we ook een paar mooie patriciërshuizen.
Het hart van Cantavieja is de Plaza Cristo Rey (Christus Koningplein). Daar staat de barokke Iglesia de la Asunción (Hemelvaartskerk) uit de 18e eeuw, met een open portaal van drie puntbogen aan de kant van het plein. Dat portaal maakte deel uit van een eerdere kerk, die op dezelfde plaats stond. De toren is ook nog een overblijfsel van die oudere kerk. 
Naast de kerk bevindt zich het Ayuntamiento (gemeentehuis), met op de begane grond een bogengalerij. Op de eerste verdieping heeft het twee heel mooie, grote ramen in gotische stijl, die zijn omgebouwd tot balkons.
Het derde gebouw op het plein is het Casa del Baile (Balijehuis), waar de Tempelridders en later de Hospitaalridders gevestigd waren. Het pand aan de overkant van de straat is het Casa Rectoral (Pastorie).
Op de Plaza Cabrera bevond zich het hoofdkwartier van de Carlistengeneraal wiens naam het draagt.
Het Calvario (Calvarieberg) strekt zich uit waar vroeger het kasteel van Cantavieja was. Op deze plek verzamelden zich de Carlistentroepen. Achter het Calvario, op het uiteinde van de rotspunt, staat nog steeds een ronde toren van het kasteel.
De kapel van San Miguel aan de gelijknamige straat is een juweel, waarschijnlijk uit de 14e eeuw. De verhoudingen van het interieur zijn van een grote harmonie. Twee ramen met blinden in mudéjarstijl laten het licht binnen. Tegenover de ramen staan twee rijkversierde 16e-eeuwse graftomben. De prachtige engelen die uitgehouwen zijn in de kraagstenen van de pilaren dateren uit dezelfde tijd.
Het 18e-eeuwse gebouw naast de San Miguelkapel deed lang dienst als ziekenhuis.
Vanaf de uitkijkpost op de stadsmuur bij de Plaza del Aula kun je uitkijken over de Cantavieja-rivier met in de verte de berg Cuarto Pelado (een bekende klim in de Ronde van Spanje). Het gebied rond Cantavieja wordt gekenmerkt door platte bergen, die lijken op een molensteen (muela),  zoals de berg Muela Monchén.
In de Calle Mayor (Hoofdstraat) vinden we het Museum van het Carlisme en de VVV.
Rond Cantavieja bevinden zich 125 masías, waarvan een aantal nog bewoond worden.